# Anakao
Anakao är en ort i Madagaskar.   Den ligger i regionen Atsimo-Andrefanaregionen, i den sydvästra delen av landet, 700 km sydväst om huvudstaden Antananarivo. Anakao ligger 2 meter över havet och antalet invånare är 3 000.
Terrängen runt Anakao är platt. Havet är nära Anakao åt nordväst. Runt Anakao är det glesbefolkat, med 14 invånare per kvadratkilometer. Det finns inga andra samhällen i närheten. 